# Verstemmen (Materialverbindung)
Verstemmen (engl.: press-fit stem) bezeichnet in der Mechanik das Herstellen einer kraft- und formschlüssigen Verbindung zwischen zwei einzelnen Werkstücken durch  plastisches Verformen. Diese Verformung des Randbereiches zumindest eines der Teile erfolgt in einer Weise, dass sie sich unlösbar ineinander verkeilen.
Zum Verstemmen eignen sich alle Materialien, die sich plastisch verformen lassen, wie z. B. Kunststoffe und Metalle. Im Gegensatz zu stoffschlüssigen Verbindungen (z. B. schweißen) lassen sich durch Verstemmen auch unterschiedliche Werkstoffe zusammenfügen.
Über verstemmte Verbindungen können höhere Drehmomente übertragen werden. Für die Höhe der übertragbaren Kraft und die Haltbarkeit der Verbindung hat die Oberflächenrauigkeit beider zu verstemmender Teile eine maßgebliche Bedeutung. Zu den vielfältigen Anwendungen zählen solche im Automobilbau und in der Elektrotechnik.

## Nachweise
1. ↑  
Dieter Arendes, Marlies Degand: UMFÜ, Umformtechnisches Fügen von Welle-Nabe Verbindungen. (PDF; 1,3 MB) Hochschule für Technik und Wirtschaft des Saarlandes, 6. Juli 2011, ehemals im Original (nicht mehr online verfügbar); abgerufen am 6. Dezember 2012. (Seite nicht mehr abrufbar. Suche in Webarchiven)  Info: Der Link wurde automatisch als defekt markiert. Bitte prüfe den Link gemäß Anleitung und entferne dann diesen Hinweis.